# وادي تسوريم
وادي تسوريم (في العبرية: עמק צורים) هو منتزه وطني شمال شرق البلدة القديمة في القدس، بمساحة 170 دونم، على قناة وادي قدرون، عند سفح جبل المشارف. تم إعلان الحديقة الوطنية في عام 2000، بهدف إنشاء شريط من الحدائق التي تعانق أسوار القدس، والحفاظ على النسيج التاريخي لجبل الزيتون. سميت على اسم أحجار الصوان (في العبرية: تسوريم) الكثيرة نسبياً في المكان.

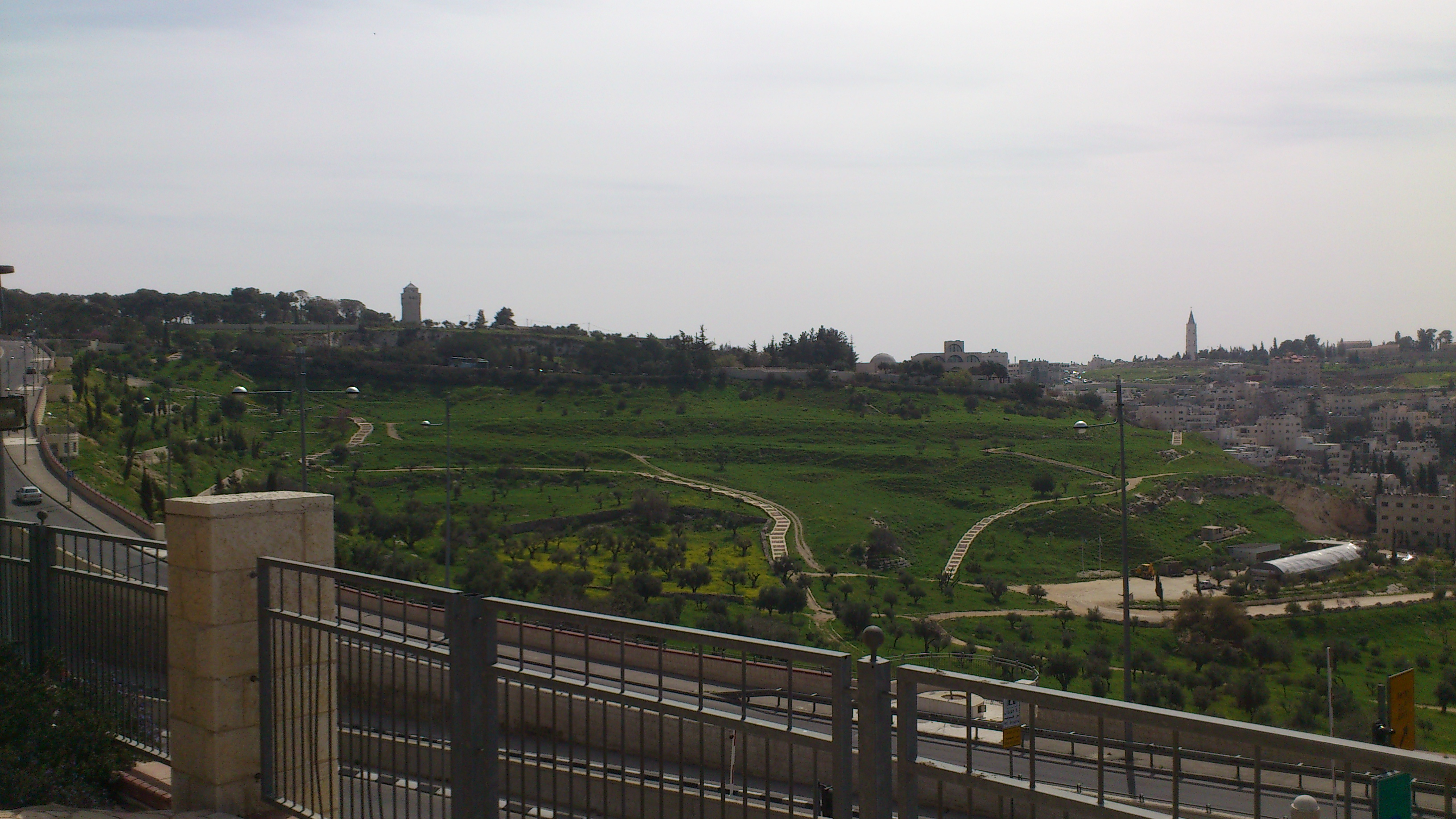
وادي تسوريم من نوافذ الجامعة العبرية

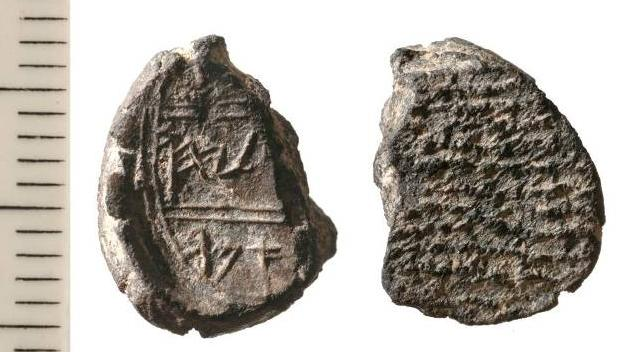
بولا ليهو امر الذي اكتشفه في وادي تسوريم

مشروع فحص التراب من جبل الهيكل في وادي تسوريم
يزخر جبل الهيكل بكثافة من المكتشفات الأثرية من فتراته المختلفة، ولكن لم يتم إجراء أي تنقيب علمي مخطط له على الإطلاق.
بين عامي 1996 و1999، تم تجهيز المنطقة الواقعة تحت الأرض في الركن الجنوبي الشرقي من الحرم القدسي، والمعروفة بإسطبلات سليمان، للصلاة، وافتتحها الوقف باسم المصلى المرواني (مصلى مروان)، في التعاون مع الفصيل الشمالي للحركة الأسلامية.
كانت ذروة الأعمال في نوفمبر 1999، عندما تم حفر حفرة كبيرة لإعداد مدخل ضخم لهذا المجمع. تم حفر الحفرة، التي يبلغ عمقها 43 × 36 و 12 مترًا، في غضون يوم ونصف، باستخدام معدات ميكانيكية ثقيلة، دون التنقيب الأولي عن الآثار أو التفتيش الأثري، مع الإضرار بالآثار. تم إخلاء التربة المتدفقة من تعدين هذه الحفرة، إلى جانب النفايات السائلة الإضافية من أعمال البناء في المناطق المجاورة، بواسطة أكثر من أربعمائة شاحنة إلى عدة أماكن، وتناثر معظمها في نهر قدرون القريب. تم رصف محيط الحفرة وبُنيت درجات تؤدي إلى أسفل.

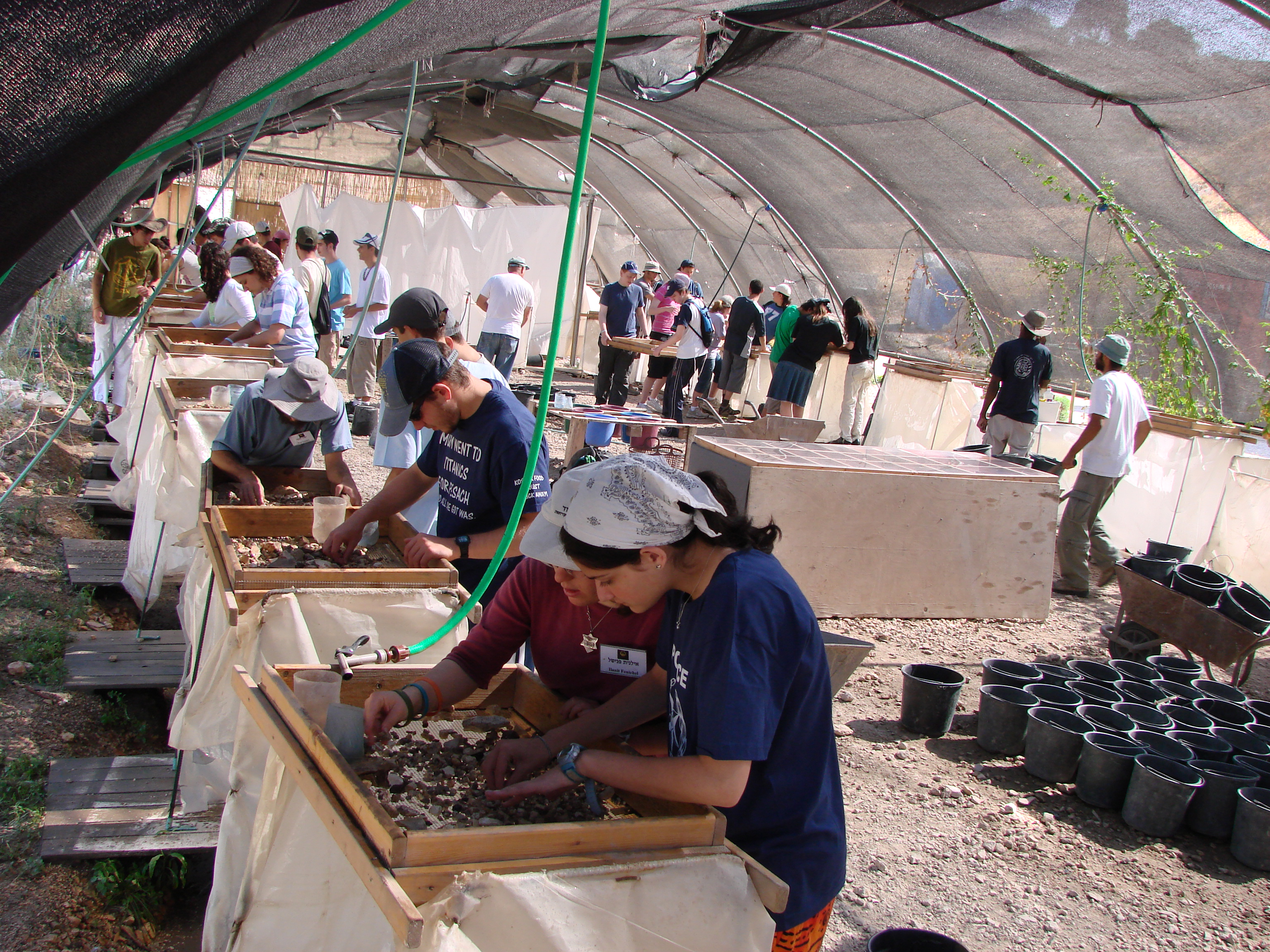
فحص التراب من الحرم القدسي في وادي تسوريم

كان حفر الحفرة دمر جدا لآثار جبل الهيكل. بصرف النظر عن تدمير الآثار نفسها التي تضررت أثناء التنقيب عن الحفرة بالوسائل الميكانيكية، فإن الآثار التي ربما تم اكتشافها أثناء التنقيب تم قطعها عن سياقها وبالتالي فقدت الكثير من قيمتها العلمية.بين عامي 2004 و 2017، تم تشغيل مشروع في الموقع لتصفية مخلفات البناء التي تمت إزالتها من الحرم القدسي في الحفريات المختلفة التي أجراها الوقف. تمت تصفية الأوساخ من قبل المتطوعين، بتوجيه من الموظفين، وتحت رعاية علماء الآثار غابرييل باركاي ويتسحاك زويج من جامعة بار إيلان. تضمن الفلتر، من بين أشياء أخرى، ختم كوهين من أيام الهيكل الأول، وعملات من أيام الثورة اليهودية الكبرى، وبقايا حجارة مزخرفة والعديد من قطع الفخار، بالإضافة إلى مجموعة متنوعة من الاكتشافات من جميع الفترات بعد التدمير الهيكل الثاني.
اليوم، تمتلك جمعية إلعاد موقعًا لتنقية الأوساخ من الحفريات المختلفة من القدس وخارجها، والأنشطة التعليمية والثقافية لعامة الناس، بما في ذلك التجربة الذاتية في اكتشاف المكتشفات، وتفسيرات المكتشفات الأثرية وما شابه ذلك.
الفترة الحالية
في عام 2018، تم الكشف عن عملة برونزية من السنة الرابعة للثورة الكبرى في مشروع ترشيح التربة الأثري في حديقة وادي تسوريم الوطنية.
في عام 2000، وبمبادرة من عضو الكنيست بنيامين ألون، تم إعلان مساحة تبلغ حوالي 170 دونمًا حديقة عيمق تسوريم الوطنية. وأوضحت هيئة الطبيعة والمتنزهات أنه تم الإعلان عن الحديقة في هذه المنطقة «لإعادة» نقطة مراقبة للحجاج في العصور القديمة، و«المشهد الثقافي الزراعي لضواحي الصحراء». البلدية وهيئة الطبيعة والمتنزهات للقيام بأعمال التشجير ورصف الممرات وإنشاء الملاعب في الموقع.